# Mission Hoyos
Vous lisez un « bon article » labellisé en 2019.

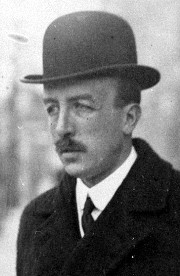
Alexander Hoyos, chef de cabinet de Leopold Berchtold, a donné son nom à la mission dont il était chargé.

La mission Hoyos désigne l'envoi par le ministre austro-hongrois des Affaires étrangères, Leopold Berchtold, de son jeune et ambitieux directeur de cabinet, Alexander Hoyos, alors âgé de 38 ans, auprès de ses homologues allemands. Cette mission, alors secrète, doit permettre aux responsables de la politique austro-hongroise d'être renseignés sur les intentions du Reich peu après l'assassinat à Sarajevo du kronprinz impérial et royal, François-Ferdinand d'Autriche. Ainsi, dès le 5 juillet 1914, une semaine après l'attentat qui a coûté la vie à l'héritier et à son épouse, le gouvernement austro-hongrois cherche à s'assurer officiellement du soutien du Reich dans les actions qu'il souhaite mener contre la Serbie en réponse à l'attentat. En effet, les initiatives du royaume de Serbie, sorti victorieux des deux guerres balkaniques, poussent les responsables austro-hongrois à adopter une attitude ferme dans la crise internationale ouverte par l'assassinat de l'héritier austro-hongrois.

## Contexte
Dès le lendemain de l'attentat contre l'héritier impérial et royal François-Ferdinand, les principaux responsables austro-hongrois, initialement indécis, se concertent intensément afin d'établir la réponse politique. Rapidement, parmi les solutions qui s'offrent à eux, l'option de l'action militaire rapide contre la Serbie est écartée,. 

### La double monarchie en juin 1914

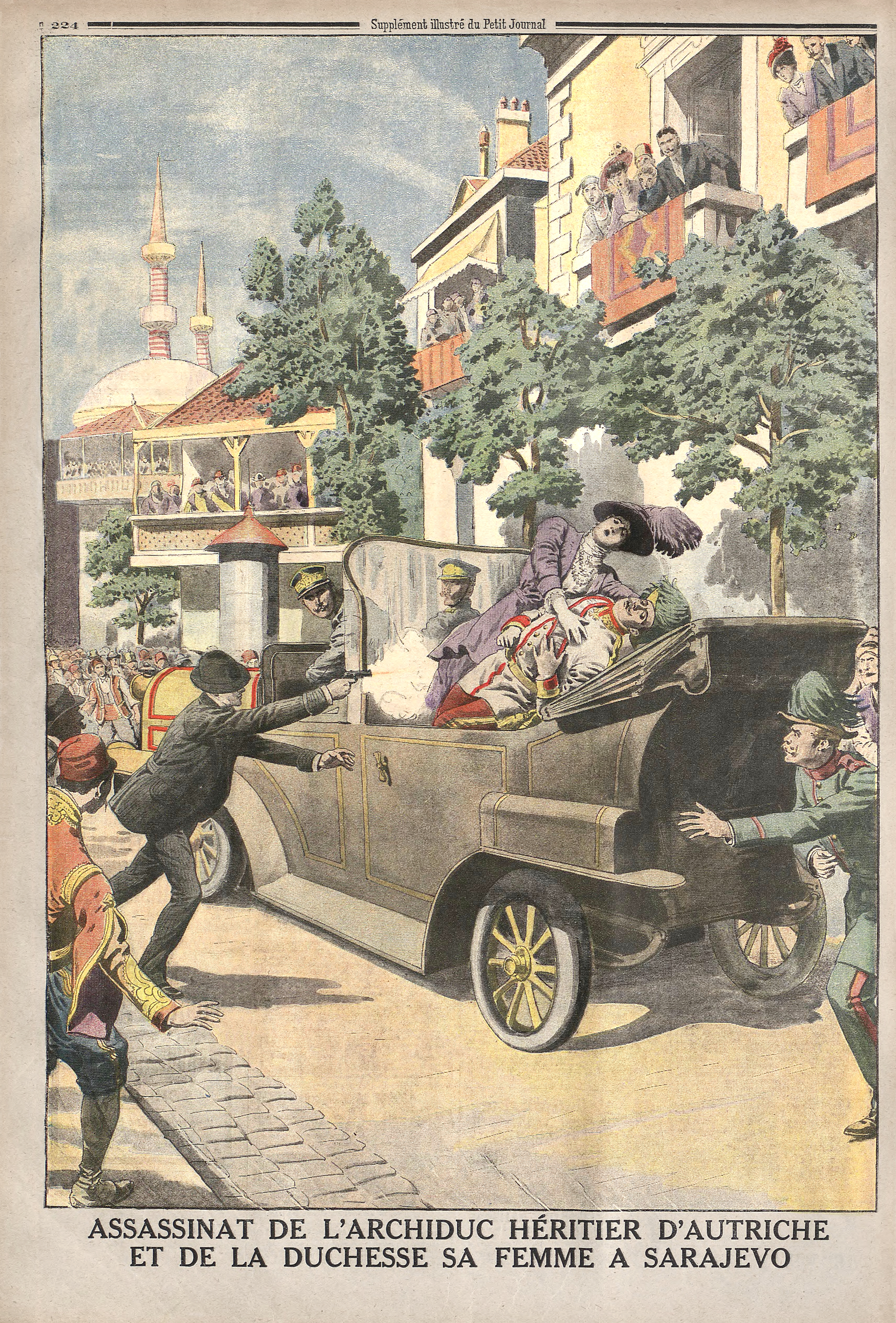
L'assassinat de François-Ferdinand pousse les responsables austro-hongrois à la fermeté face à la Serbie.

Le 24 juin 1914, quatre jours avant l'attentat de Sarajevo, la double monarchie, ébranlée par l'issue des guerres balkaniques, alors qu'elle « s'éclipse discrètement », a établi son plan d'action pour mener à nouveau une politique active dans les Balkans, dirigée contre son ambitieux et remuant voisin serbe,,. 
Ainsi, dans les semaines précédant l'attentat, les  diplomates et les militaires austro-hongrois les plus hostiles à la Serbie multiplient les occasions de manifester cette animosité, se tenant à l'affût de la moindre opportunité pour écraser politiquement et militairement le royaume de Belgrade. Ainsi, Franz Conrad von Hötzendorf, le chef d'état-major de l'armée austro-hongroise, dépeint à Heinrich von Tschirschky, alors ambassadeur allemand à Vienne, une situation catastrophique pour la double monarchie, minée par les actions de propagande russes et serbes visant les Slaves de la monarchie.
Dans ce contexte, le ministre commun de la guerre, le belliciste Alexander von Krobatin, constate une dégradation de la position de la double monarchie dans la péninsule balkanique. L'assassinat du Kronprinz fournit alors aux diplomates austro-hongrois l'occasion de tenter d'inverser cette tendance, cause d'une perte d'influence et de prestige de l'Autriche-Hongrie. Cette tentative pour orienter les relations internationales, dans un sens à nouveau favorable à la double monarchie, doit être le fruit d'une action rapide selon les proches conseillers de Leopold Berchtold, alors ministre austro-hongrois des affaires étrangèrese,,,.
L'assassinat de l'héritier de François-Joseph ébranle l'Europe, sans pour autant la déstabiliser. Les responsables de la double monarchie sont partagés à la suite de l'assassinat : les Allemands d'Autriche et les Magyars de Hongrie se satisfont de la disparition de l'héritier du trône, ardent partisan d'une réorganisation de la double monarchie par l'adjonction d'un pôle slave du Sud aux deux pôles autrichien et hongrois déjà existants ; l'empereur et roi n'exprime quant à lui aucune tristesse à l'annonce de la nouvelle de l'attentat dont est victime son héritier, alors le premier opposant à sa politique de prudence sur la scène internationale.
François-Joseph, peu frappé par la mort de son héritier, se montre néanmoins partisan d'une action visant à restaurer le prestige de la dynastie, atteinte par l'attentat. L'empereur analyse l'attentat comme une atteinte à l'honneur de la monarchie et de la famille régnante. Conseillé par les adjoints, tous bellicistes, de Leopold Berchtold, le vieux monarque souhaite dans un premier temps à la fois appuyer la position de la double monarchie par des preuves de l'implication du gouvernement serbe et s'assurer du soutien du Reich, principal allié de l'Autriche-Hongrie, dans le cadre d'une action concertée.

### LeReichenjuillet 1914

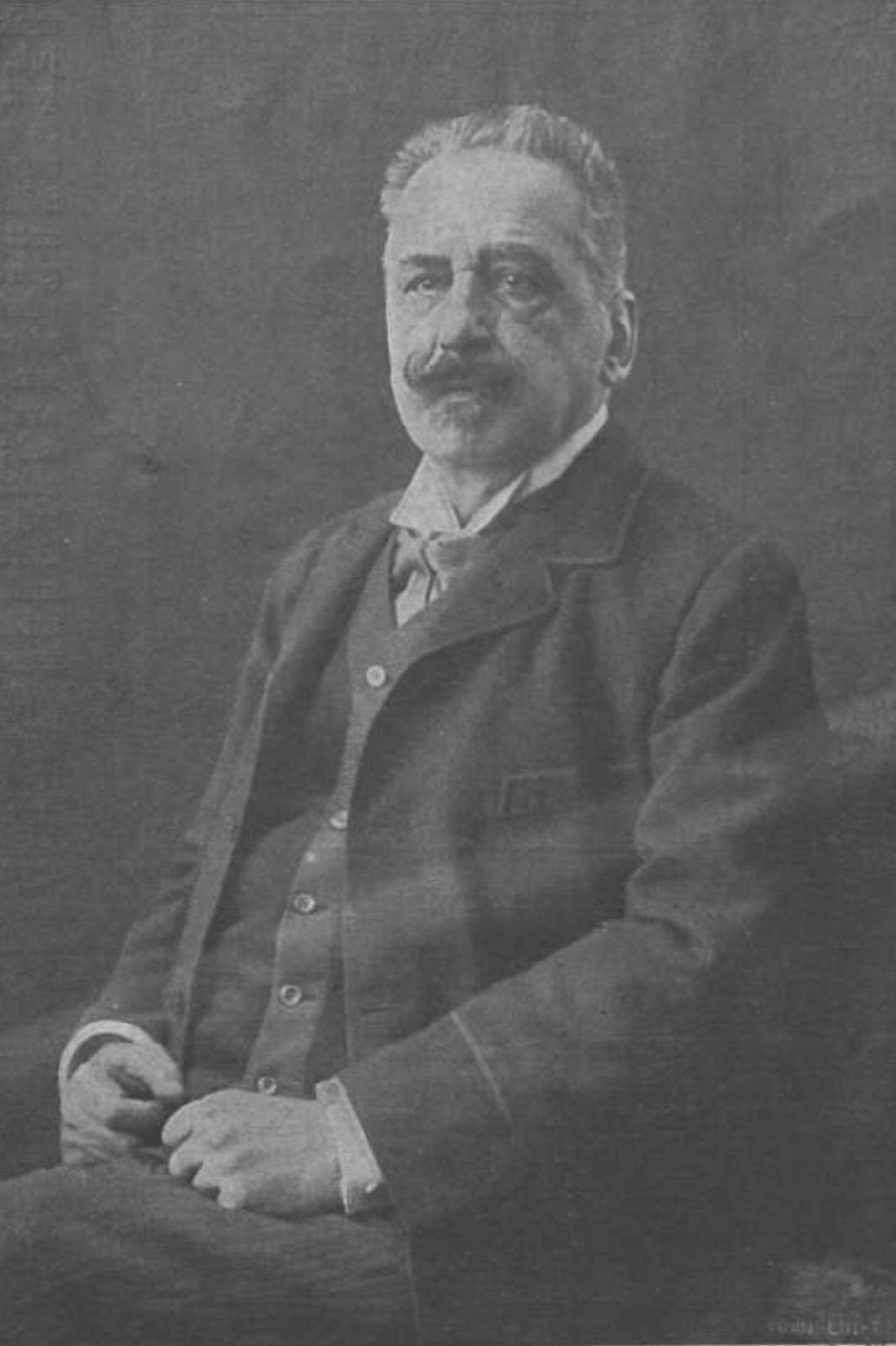
Ladislaus de Szögyény-Marich, ambassadeur austro-hongrois à Berlin, est rapidement informé de la position de l'de dans la crise en cours.

Dans les jours qui suivent l'attentat contre le Kronprinz impérial et royal, les responsables politiques du Reich envoient à leurs partenaires austro-hongrois des signaux parfois contradictoires. 
Ainsi, l'ambassadeur allemand à Vienne, multiplie les appels à la prudence, reprenant la position de l'empereur Guillaume, alors réservé sur une action militaire dirigée contre la Serbie. De même, Arthur Zimmermann, le sous-secrétaire d'État aux affaires étrangères, adresse, par l'intermédiaire de l'ambassadeur austro-hongrois à Berlin, Ladislaus de Szögyény-Marich, un appel à la modération, ne souhaitant pas voir Vienne imposer à Belgrade des conditions humiliantes. 
S'opposant à ces appels à la prudence, les milieux nationalistes allemands, souvent proches de l'empereur, défendent une attitude de fermeté à l'encontre de la Serbie. Les responsables du Reich remettent ainsi en cause les conseils qu'ils ont prodigué jusqu'alors à leurs homologues austro-hongrois : en effet, jusqu'à la fin de l'année 1913, les diplomates allemands conseillent à leurs interlocuteurs de la double monarchie de se concilier les dirigeants serbes au moyen de pots-de-vin ou de programmes de coopération bilatérale. Guillaume II relaie ces positions bellicistes, principalement dans les annotations qu'il appose sur les rapports de ses ministres et de leurs subordonnés, exprimant son hostilité à la modération de Heinrich von Tschirschky dès le 30 juin, ou encore sa volonté d'« anéantir la Serbie » le 2 juillet,,. 
Ces positions bellicistes sont également dictées par l'affaiblissement de la situation du Reich sur la scène internationale. En effet, depuis la fin de la deuxième guerre balkanique, il apparaît que les dernières positions allemandes dans les Balkans et dans l'Empire ottoman sont remises en cause par l'active politique russe et française de renflouement des finances ottomanes, roumaines et serbes épuisées par la guerre qui vient de s'achever : en effet, les banques allemandes ne sont alors plus en mesure de satisfaire les demandes de financement de ces trois pays et se voient supplantées par les établissements russes et français ; dans le même temps, les emprunts ottomans, destinés à financer le prolongement du Bagdadbahn, sont placés avec succès sur les places financières de Paris et Londres. Ces financements franco-russes autorisent les diplomates à anticiper la fin de l’alliance entre ces pays d'une part, et le Reich et la double monarchie de l’autre,. 
Ainsi, face à cette situation, les deux alliés allemand et austro-hongrois souhaitent coordonner leurs actions, renouer avec une politique de contrôle indirect des Balkans et de l'Empire ottoman et se montrer unis dans leurs initiatives en réponse à l'attentat. Dès le 2 juillet, Guillaume II informe François-Joseph que le Reich s'apprête à soutenir la double monarchie dans la crise en cours. La présence de Guillaume II aux funérailles du Kronprinz aurait fourni l'occasion d'une entrevue entre les deux empereurs, mais l'annulation de la venue du monarque allemand oblige les deux alliés à l'emploi d'autres moyens de communication pour synchroniser leurs actions,.

## Objectifs assignés
En envoyant à Berlin son chef de cabinet, Leopold Berchtold poursuit deux objectifs complémentaires :  le soutien allemand en constitue le premier, l'accord du premier ministre hongrois, Istvan Tisza, conditionné au soutien allemand, est le second but recherché. Enfin, l'envoi d'un diplomate parmi les plus proches du ministre doit aussi permettre une concertation entre les deux monarques, initialement prévue lors du déplacement de l'empereur allemand aux funérailles de l'archiduc assassiné. 

### Soutien allemand
Ne pouvant engager la double monarchie, ni même prendre une initiative contre la Serbie sans s'être assurés du soutien du Reich, les responsables austro-hongrois cherchent rapidement à connaître la position allemande dans la crise en cours. En effet, ces derniers sont parfaitement conscients de l'incapacité de leur pays à mener seul une guerre contre la Serbie appuyée par la Russie.
Rapidement après l'attentat ayant coûté la vie au Kronprinz austro-hongrois, les responsables de la double monarchie, aiguillonnés par les exigences du premier ministre hongrois, Istvan Tisza, redoutant des complications internationales en cas de guerre austro-serbe, cherchent à obtenir le soutien allemand, ou du moins à connaître la position du Reich dans la crise ouverte par l'attentat de Sarajevo. En effet, la réalité des rapports de force au sein de la Triplice relativisent l'indépendance politique de la double monarchie à l'égard du Reich, incitant Paul Kennedy à définir cette indépendance comme « artificielle »,,.
Parmi les complications entrevues par István Tisza, possessionné en Transylvanie, l'équilibre des puissances dans les Balkans est alors en train de basculer au détriment de la double monarchie. En effet, la politique franco-russe, matérialisée par la visite du tsar Nicolas II à Constantza, conduit Ottokar Czernin, alors ambassadeur austro-hongrois à Bucarest, à considérer l'alliance avec la Roumanie comme une « chose morte ». Tisza se montre ainsi partisan de neutraliser la Roumanie, soit par une alliance germano-roumaine, soit par une alliance de revers, austro-hungaro-bulgare,. 
Dans ce contexte peu favorable, Guillaume II et ses ministres esquivent toutes les questions précises soulevées par les hommes politiques austro-hongrois jusqu'au 1er juillet, ce qui n'échappe pas au premier ministre hongrois. Ainsi, alors que Guillaume II et les membres du gouvernement impérial restent évasifs, le comte Berchtold obtient néanmoins l'assurance de l'ambassadeur allemand à Vienne, Heinrich von Tschirschky, ami personnel d'Alexander Hoyos, que le gouvernement allemand soutiendra la double monarchie dans la crise en cours. Cependant, les Austro-hongrois ne peuvent déterminer si l'ambassadeur exprime sa propre position ou celle du gouvernement du Reich. Face à cette incertitude, ne souhaitant engager la double monarchie seule dans un conflit avec la Serbie et la Russie, le conseil de la couronne austro-hongroise décide l'envoi d'une mission à Berlin, chargée de défendre une politique de fermeté dans la crise ouverte par l'assassinat du Kronprinz austro-hongrois et d'obtenir le soutien allemand,.
L'envoi de ce plénipotentiaire est avant tout tactique. En effet, en 1913, les diplomates allemands ont retenu la double monarchie, la poussant à préférer les succès diplomatiques aux aventures militaires incertaines. Quelques mois plus tard, au mois de juillet 1914, le Reich cherche à « renflouer » son principal allié ; de plus, le gouvernement de Berlin pousse les responsables austro-hongrois à agir de façon décisive et énergique face à la Serbie.

### Consensus au sein de la double monarchie
À l'annonce de l'attentat, les responsables austro-hongrois se divisent en deux groupes sur la politique à adopter : la majorité d'entre eux se montre partisane d'une action contre la Serbie, d'une part, et, d'autre part, le premier ministre hongrois, István Tisza, et ses proches, préfère se contenter d'un succès diplomatique. 
L'empereur, gardien des institutions, souhaite un accord entre les principaux responsables politiques autrichiens et hongrois avant toute initiative de la double monarchie ; ainsi, dès le 30 juin, le ministre commun des affaires étrangères rencontre Istvan Tisza, qui conditionne son accord à une action militaire au soutien allemand ; le Hongrois redoute en effet une intervention russe dans la crise ouverte par l'attentat, tout comme il craint une intervention roumaine en Transylvanie.
Cependant, si la plupart des responsables politiques et militaires de la double monarchie aspirent à une action contre la Serbie, les militaires, notamment Franz Conrad von Hötzendorf, sont parfaitement convaincus de l'impossibilité de la mener sans l'appui du Reich ; en effet, ces militaires, conscients de la possibilité d'une intervention armée russe dans la crise, savent l'armée commune incapable de faire face seule à une guerre sur deux fronts, dans les Balkans, face à la Serbie et à son allié monténégrin, et en Galicie, face à la Russie. Partisan de la fermeté lors de la dernière crise austro-serbe de l'automne 1913, Conrad souhaite obtenir le soutien du Reich dans la résolution de la crise ouverte le 28 juin 1914.

## Hoyos à Berlin
Alexander Hoyos est dépêché à Berlin, porteur de plusieurs documents qu'il doit remettre à ses homologues allemands. Collaborateur de Leopold Berchtold, il arrive à Berlin le 5 juillet au matin, porteur d'un volumineux dossier destiné à éclairer le Reich sur la politique de la double monarchie. 

### Documents et consignes

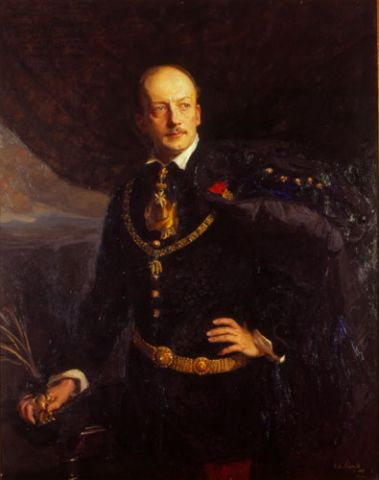
Leopold Berchtold donne à son collaborateur des consignes précises.

Haut fonctionnaire et diplomate austro-hongrois, le comte Hoyos doit s'entretenir avec l'empereur allemand et ses principaux conseillers sur la conduite à suivre.
Il dispose, pour ces pourparlers, d'une lettre personnelle de François-Joseph, que l'ambassadeur austro-hongrois à Berlin, Ladislaus de Szögyény-Marich, doit remettre à Guillaume II. Dans ce courrier, François-Joseph s'en prend violemment à la politique russe : les actions de la Russie, relayées sur place par les Serbes, ne visent qu'à détruire la double monarchie, selon l'empereur et roi. De plus, ce dernier accuse le gouvernement royal serbe d'avoir joué un rôle essentiel dans l'attentat du 28 juin.
Développant ce courrier autographe, Alexander Hoyos remet à l'empereur allemand un volumineux « aide-mémoire » reprenant les termes du rapport adressé à Berchtold par le baron Franz Matscheko. Dans ce rapport préliminaire, le baron Matscheko suggère au ministre Berchtold d'orienter la politique de la double monarchie en direction de la Bulgarie, cette alliance visant le royaume de Belgrade,. 
Réactualisé, le rapport Matscheko, remis à Leopold Berchtold le 24 juin, fournit à ce dernier, approuvé par François-Joseph, l'occasion de faire connaître au Reich la vision austro-hongroise de la défaite bulgare dans les guerres balkaniques : Pour les rédacteurs austro-hongrois de la lettre à Guillaume II et de l'« aide-mémoire », la Serbie constitue le principal responsable de la déstabilisation de la double monarchie, par sa propagande « panslaviste »,. 
Mettant en exergue la focalisation des diplomates viennois sur la question des Slaves du Sud, les documents adressés à Berlin, le rapport du 24 juin 1914 et son appendice rédigé après l'attentat, donnent plus l'impression d'un texte rédigé dans la précipitation et une certaine improvisation, exposant des faits sans les mettre en perspective les uns avec les autres, évoquant par exemple le récent changement d'alliance de la Roumanie ; ainsi, forts de ces analyses, les responsables de la double monarchie, représentés à Berlin par Alexander Hoyos, comptant parmi les plus bellicistes au sein des équipes de Berchtold, se proposent d'isoler et d'abaisser le royaume de Belgrade pour de nombreuses années, tout en assurant le Reich de sa volonté d'un conflit armé avec la Serbie,,.

### Échanges formels et informels

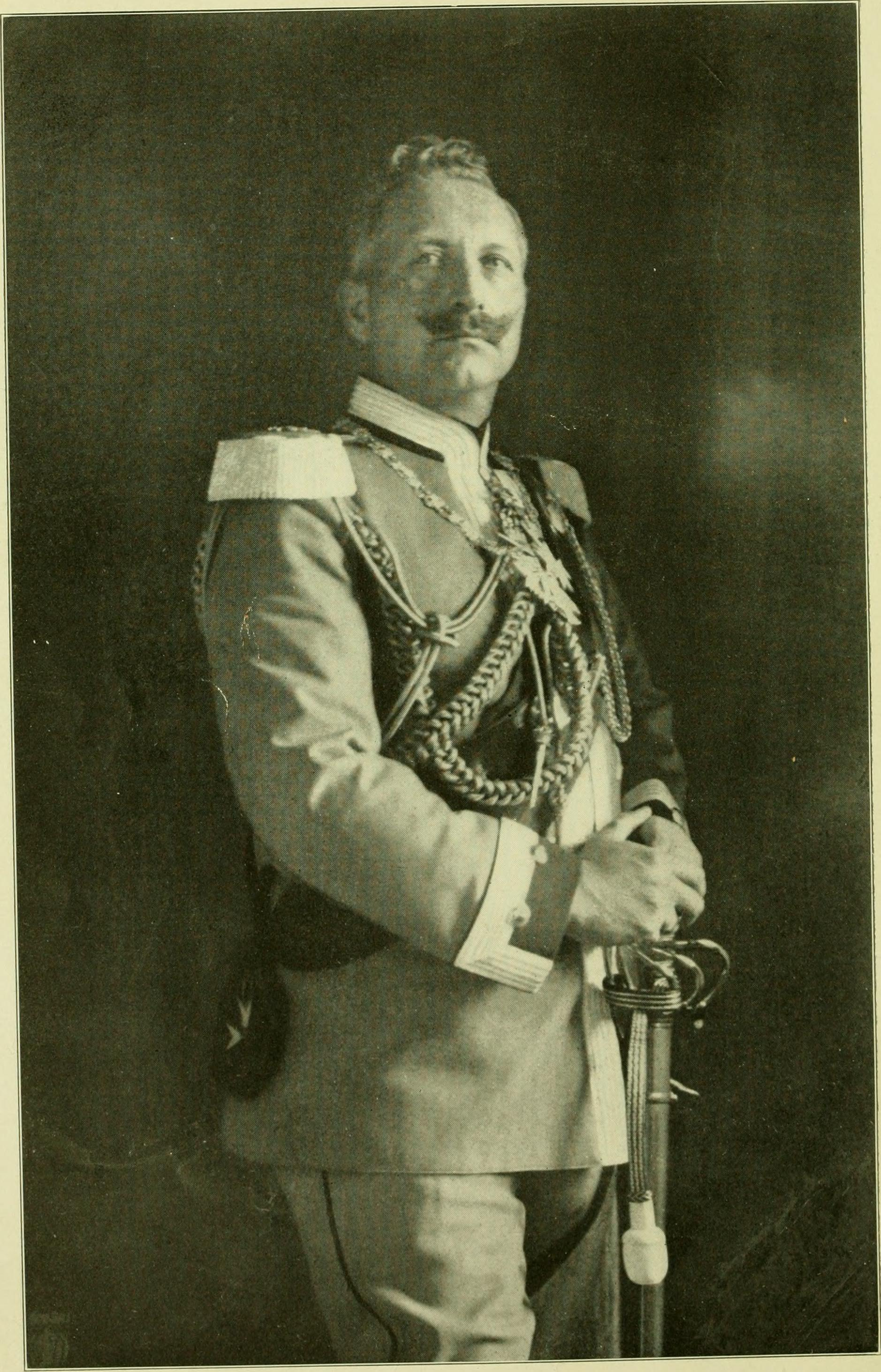
Guillaume II reçoit longuement le comte Hoyos le 5 juillet 1914 guerre mondiale.

Une fois à Berlin, Hoyos, partisan de l'usage de la force contre la Serbie, s'entretient non seulement avec des responsables allemands, mais aussi avec des représentants de la presse du Reich, notamment le publiciste Friedrich Naumann, partisan lui aussi d'une politique allemande belliqueuse. Lors de cet entretien avec ce proche de l'état-major allemand, la position des militaires est abondamment évoquée : à leurs yeux, le renforcement militaire de la Russie déclasse progressivement les moyens militaires du Reich et de ses alliés, les privant à terme de toute initiative face aux Russes,. 
L'ambassadeur d'Autriche-Hongrie Szőgyény est reçu à déjeuner le 5 juillet par Guillaume II au Neue Palais, à Potsdam. Par la suite, Hoyos rencontre Arthur Zimmermann, sous-secrétaire d'État aux Affaires étrangères du Reich, partisan d'une action punitive contre la Serbie. Après avoir reçu les documents dont Hoyos est porteur, le monarque allemand convoque non seulement les responsables militaires par intérim du Reich, mais aussi ses ministres alors présents à Berlin. La première consultation de Guillaume II réunit Erich von Falkenhayn, le ministre de la guerre prussien, Hans von Plessen, aide de camp de l'empereur allemand, et Moritz von Lyncker, chef du cabinet militaire, tandis que la seconde rencontre présidée par l'empereur réunit les responsables politiques du Reich, le chancelier Theobald von Bethmann-Hollweg, son sous-secrétaire d'État Arthur Zimmermann et le ministre Erich von Falkenhayn. Aucun procès-verbal de ces rencontres n'a été rédigé. Interrogés en 1920 par la commission d'enquête parlementaire du Reichstag, Bethmann-Hollweg, Falkenhayn et von Plessen insistent alors tous les trois sur la résolution de leur empereur à agir le plus rapidement possible contre la Serbie, Guillaume II souhaitant « en finir le plus tôt possible », comme celui-ci l'a noté en marge d'un télégramme de l'ambassadeur allemand en poste à Vienne, Heinrich von Tschirschky,,,. 
Parallèlement à ces rencontres officielles, l'envoyé austro-hongrois rencontre Viktor Naumann, publiciste et homme de confiance du ministre des affaires étrangères du Reich et du président du conseil bavarois, Georg von Hertling. Viktor Naumann reprend les conclusions des échanges qu'il a eu avec Hoyos le 1er juillet à Vienne ; au cours de cet entretien privé, Naumann insiste sur le soutien que le Reich ne doit pas ménager pour la double monarchie : sans le formuler aussi clairement, il informe son interlocuteur que l'Autriche-Hongrie bénéficierait du soutien du Reich en cas de conflit ouvert avec Belgrade.

## Issue
Sur la base d'une appréciation exagérément optimiste de la situation, les responsables allemands encouragent leur allié sur la voie de la fermeté à l'encontre du royaume de Belgrade.

### Le chèque en blanc
Dès le 5 juillet, les deux diplomates austro-hongrois Alexander Hoyos et Ladislaus de Szögyény-Marich sont assurés du soutien du Reich à la double monarchie, son seul véritable allié fidèle. Cette décision est d'abord prise par Guillaume II lors du déjeuner qu'il partage avec les deux représentants austro-hongrois, puis confirmée dans l'après-midi lors de la réunion informelle entre l'empereur allemand, le chancelier du Reich et le sous-secrétaire d'État à Potsdam. Rapidement, Ladislaus de Szögyény-Marich rend compte à Vienne de la décision allemande, basée sur le postulat que la Russie se tiendrait coite devant les initiatives germano-austro-hongroises,. 
Le soutien allemand, confirmé aux Austro-hongrois par le chancelier du Reich Theobald von Bethmann-Hollweg dès le lendemain, laisse cependant la double monarchie maîtresse des actions qu'elle entend mener face à la Serbie. De plus, la nature du soutien allemand à la double monarchie n'est pas non plus précisé par les interlocuteurs d'Alexander Hoyos,,.

### Négociations austro-hongroises

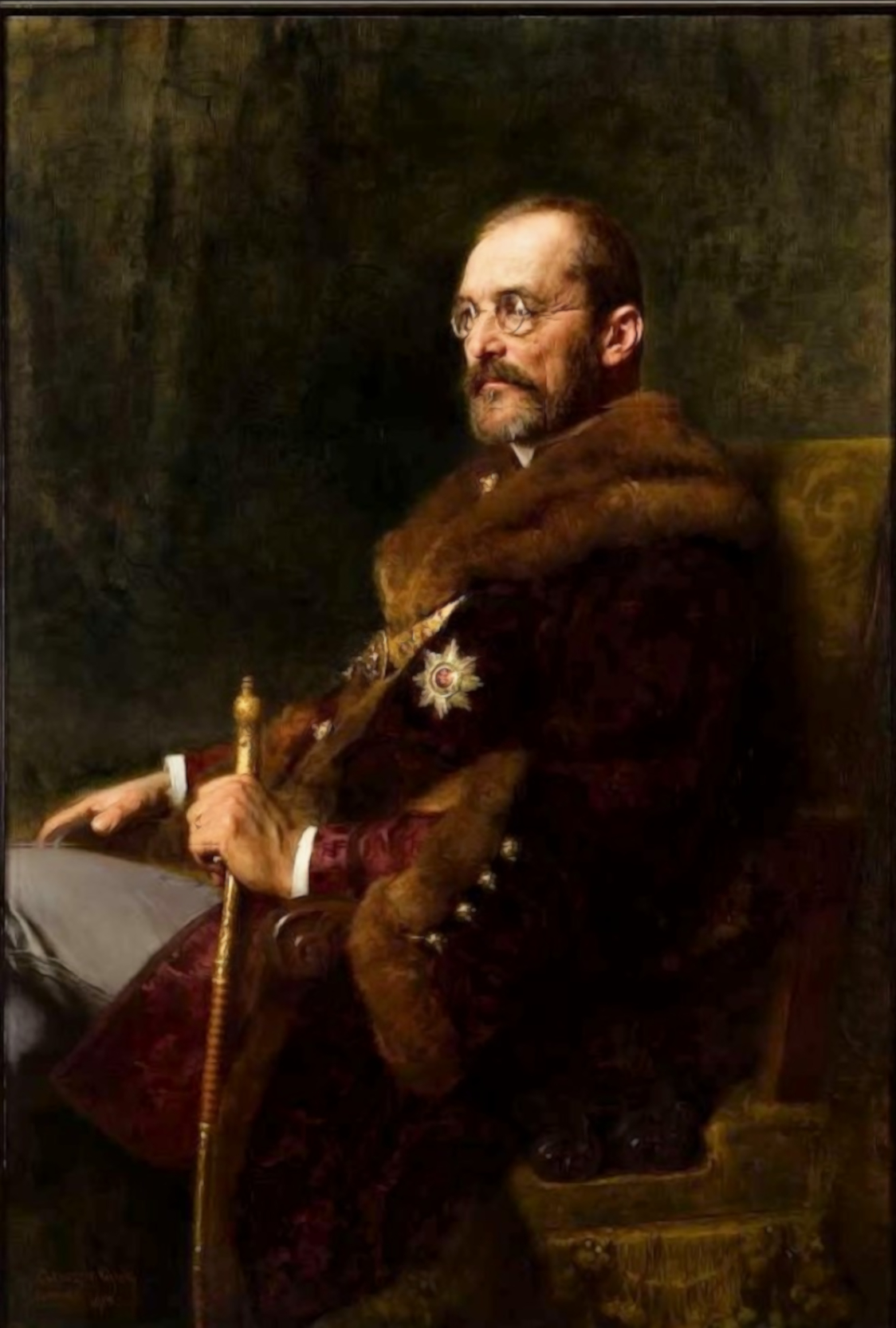
Istvan Tisza, premier ministre hongrois, est le plus hostile parmi les dirigeants de la double monarchie à une initiative belliqueuse sans le soutien allemand.

Sitôt le résultat de la mission d'Alexander Hoyos connu à Vienne, au retour de ce dernier le 6 juillet dans la soirée, les responsables austro-hongrois se concertent, essentiellement dans le but de convaincre Istvan Tisza, alors premier ministre hongrois, de la nécessité d'une action militaire contre la Serbie. Ce n'est qu'au milieu de juillet que Stephan Burián von Rajecz, ancien gouverneur de Bosnie-Herzégovine et proche d'Istvan Tisza, y parvient. Cependant, le Hongrois parvient à imposer à ses interlocuteurs l'envoi d'une note avant toute action militaire contre Belgrade,.
En effet, Istvan Tisza, représentant les intérêts hongrois, se montre hostile à la fois à tout agrandissement territorial d'ampleur de la double monarchie et à toute initiative qui ferait de l'Autriche-Hongrie l'agresseur. Son hostilité à toute expansion territoriale aux dépens de la Serbie s'appuie sur le refus des conséquences politiques de l'incorporation de nouvelles populations slaves, à savoir un renforcement du poids de leurs représentants dans les instances représentatives autrichiennes et hongroises,.

### L'ultimatum du 23 juillet
Le 7 juillet, lors du conseil de la couronne austro-hongrois réuni dans l'après-midi, le ministre austro-hongrois des affaires étrangères, Leopold Berchtold, informe officiellement l'empereur, les présidents du conseil autrichien, Karl von Stürgkh, et hongrois, István Tisza, ainsi que ses collègues chargés des affaires communes, Alexander von Krobatin et Leon Biliński, du soutien allemand dans la politique belliqueuse qu'il compte mener face à Belgrade.
Cette nouvelle balaie les dernières hésitations austro-hongroises, mais ne convainc pas le président du conseil hongrois, Istvan Tisza, toujours hostile à cette date à toute initiative militaire contre la Serbie,.